# النظرية العسكرية
يمكن وصف النظرية العسكرية بأنها تحليل شامل لجميع جوانب الحرب، وأنماطها وهيكلها الداخلي، والعلاقات المتبادلة بين مكوناتها أو عناصرها المختلفة. كما أنها تجسد العلاقات السياسية والاقتصادية والاجتماعية داخل المجتمع وفيما بين المجتمعات، تلك العلاقات التي قد تخلق صراعا وتؤدي إلى الحرب.
والنظرية العسكرية السليمة تشرح كيفية إجراء وكسب الحرب. وتشمل أيضا استخدام الجيوش للقوة لمنع اندلاع الحرب.
وتتباين النظريات العسكرية وفقا للغرض منها ونطاقها، فالنظريات العامة للحرب تتعامل مع مختلف الحروب كنموذج واحد بغض النظر عن الغرض من الحرب أو حجمها، بينما هناك نظريات عسكرية تركز على أنواع محددة من الأعمال العدائية واستخدام القوة العسكرية في مواجهتها كالتمرد، ومكافحة التمرد، ومكافحة الإرهاب، ودعم السياسة الخارجية، وعمليات السلام.
ونظريات كل من الحرب البرية والبحرية والجوية تهدف إلى شرح طبيعة، وصفة، وخصائص، الحرب في كل وسط مادي من الأوساط المذكورة.
أما نظريات الفن العسكري والنظريات الاستراتيجية، ونظريات الحرب التشغيلية (أو الفن التشغيلي)، ونظريات التكتيكات فهي تركز على شرح، وتعاقب، وطرائق، وتخطيط، وإعداد وتنفيذ الإجراءات الرامية إلى تحقيق الأهداف العسكرية. 
وكل من هذه النظريات تصف أيضا الهيكل الداخلي والعلاقات المتبادلة لعناصر الحرب في المجالات ذات الصلة. وبالإضافة إلى ذلك، يتعين عليها أن تصف إطارا استراتيجيا أو تشغيليا أكبر.

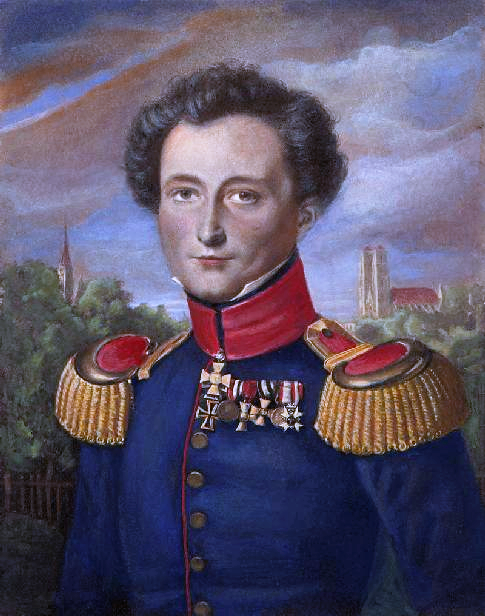
الجنرال كارل فون كلاوزفيتز

وقد أقر الجنرال والمؤرخ العسكري البروسي كلاوزفيتز Clausewitz بأن لكل عصر نوعه الخاص من الحروب. وغالباً ماتظهر نظرية جديدة للحرب كنتيجة لمزيج من التغيرات الجذرية في البيئة الأمنية الدولية، والدبلوماسية، والسياسة الداخلية، والإيديولوجيا، والاقتصاد، والتقدم الثوري في التكنولوجيا. 
فقد طُورت -على سبيل المثال- نظرية جديدة للحرب في أعقاب كل من الثورة الفرنسية والحروب النابوليونية، والحرب العالمية الأولى، والحرب العالمية الثانية.

## الغرض والأهمية
يعتقد كارل فون كلاوزفيتز أن الهدف الأساسي من أي نظرية هو توضيح المفاهيم والأفكار التي أصبحت مشوشة ومتشابكة. فبعد أن يتم تعريف المصطلحات والمفاهيم يمكن للمرء أن يأمل في إحراز تقدم في دراسة أسئلته بوضوح وببساطة. كما يعتقد كلاوزفيتز أيضاً أن الغرض الرئيسي من النظرية هو أن يتم إلقاء الضوء على كل الظواهر. وینبغي على النظرية أن تُظھر کیف یرتبط الشيء بالآخر وأن یتم الفصل بین كل من العناصر الهامة وغیر الھامة.
و ليس الغرض من النظرية هو توفير قواعد ولوائح للعمل لوصف طريق معين يجب أن يتبعه الضابط العسكري. 
فالمطلوب من النظرية العسكرية أن تطور طريقة التفكير بدلاً من وصف قواعد الحرب. وتصبح النظرية العسكرية أكثر قيمةً عندما تُسْتَخْدَمُ لتحليل و نقد جميع عناصر الحرب بغرض تقييمها، ثم تصبح دليلاً «إرشادياً» لكل من يريد أن يقرأ عن الحرب. وبذلك تسد النظرية الحاجة للبدء من جديد في كل مرة لدراسة المواد ومن ثم فرز التفاصيل ذات الصلة. 
فالنظرية العسكرية المحكمة ضرورية لفهم الحروب السابقة والنجاح في شن حرب في المستقبل وهي تُعمق وتوضح مختلف المفاهيم والأفكار حول سير الحرب.
فالقائد المسلح بالمعرفة النظرية الصلبة سيكون لديه فهم أقوى للتغيير المفاجئ في الأوضاع، ويمكنه أن يتصرف بقدر أكبر من اليقين والسرعة للحصول على ميزة على الخصم، وذلك بشكل أفضل من القائد الذي يفتقر إلى تلك المعرفة.
وثمة قيمة أخرى لوجود نظرية عسكرية سليمة وهي أنها توفر مدخلا رئيسيا لمبدأ تكتيكي وعقيدة خادمة. وفي الوقت نفسه، ينبغي أن يعمل كل من المعرفة والفهم الشاملين للنظرية العسكرية على تأهيل الضباط لتقدير نقاط القوة والضعف في العقيدة العسكرية.

## علاقة العلوم والفلسفة بالنظرية العسكرية
في الماضي، كانت النظريات العسكرية تستند عادة إلى العلم المهيمن على العصر الذي عاش فيه المنظر العسكري. 
ولم يعد الحال كما هو في العصر الحديث، وذلك بسبب انتشار النظريات العلمية المختلفة وتفسيرها من قبل العديد من الفلاسفة.
وقد تأثرت النظرية العسكرية الحديثة بشكل كبير بكل من التجريبية والحتمية.
وتوصف التجريبية بأنها عملية منطقية تقوم على متابعة المعرفة من خلال الملاحظة والتجارب، مما يتطلب أن يولي المرء اهتماماً كبيراً يالمراقبة والدراسة التاريخية. 
أما الحتمية فتفترض أن الأحداث تقع وفقا لبعض القوانين الأساسية (أي يمكن التنبؤ بها)، ومع ذلك، فإن مسار الحرب ونتائجها ليست محددة سلفا بأي حال من الأحوال. وحيث انه لا يمكن للمرء أن يبحث بشكل واقعي ويجد اليقين في الحرب، فإن أي فلسفة تستند إلى الحتمية لها قيمة محدودة في تسيير الحرب.
و قد بُذلت جهود لإدارة الحروب بالمبادئ والقواعد، بل وحتى النظم، وكان هذا يمثل هدفا إيجابيا، ولكن لم يؤخذ في الاعتبار -بشكل كافي- التعقيدات التي لا نهاية لها. و قد أختبر الناس سلوك الحرب وتبينوا انها تندفع فيما يشبه تفرع الأشجار في جميع الاتجاهات تقريبا وبدون حدود، في حين أن أي نظام، أو أي نموذج لابد وأن يكون له طبيعة محدودة من التوليفات.
وهكذا نشأ النزاع الدائم بين هذا النوع من النظريات والممارسة الفعلية.

## المعالجة

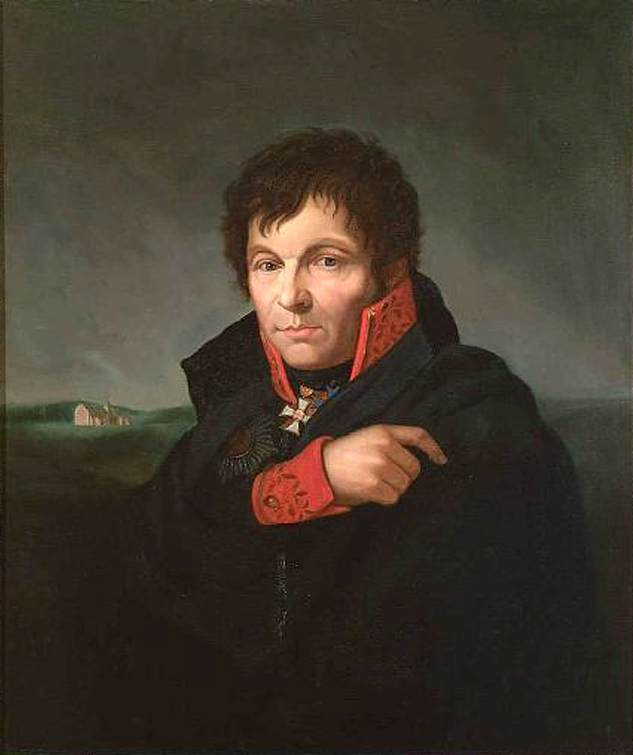
الجنرال جيرهارد فون شارنهورست

تشكل واقعية الحرب نقطة الانطلاق لتطوير نظرية عسكرية. والممارسة بدورها تضع النظرية العسكرية تحت فحص بحثي. 
وطبقاً للجنرال جيرهارد فون شارنهورست General Gerhard von Scharnhorst فأن نظرية التقييم العلمي ينبغي أن تستند إلى الخبرات. وقد سلط الضوء على العلاقة المتبادلة بين النظرية والممارسة. فبالنسبة له، لن يتم إحراز أي تقدم من مجرد اكتساب الخبرات من دون التعليم النظري والتحليل.
و عملية تطوير نظرية عسكرية عادة ما تكون طويلة جداً. وقد يستغرق الأمر عقوداً أو زمناً أطول، قبل التوصل إلى توافق عام في الآراء حول التغيرات في طابع الحرب.
وكمثال على الأثار الخطيرة المترتبة على الاعتقادات غير الصائبة حول التغيرات في طابع الحرب، نجد أنه وخلال الثلاثينيات، اعتقد الفرنسيون والبريطانيون خطأً بأن الحرب المقبلة ستكون حربا موضعية Positional War ، كما كانت الحرب العالمية الأولى، وهكذا - وعلى النقيض من الألمان- فقد فشلوا في الاستعداد لحرب الحركة War of Movement.

## المحتوى
تشمل العناصر الرئيسية للنظرية العسكرية، طبيعة الحرب الحديثة وعناصرها، وكيفية ارتباط هذه العناصر ببعضها البعض، والتفاعل فيما بينها.
وينبغي على النظرية العسكرية السليمة ألا تقتصر فقط على النظر في الجوانب العسكرية، ولكن يجب أن تشمل أيضا الجوانب غير العسكرية التي تؤثر على التحضير للحرب وخوضها. كما ينبغي أن تحلل النظرية العامة للحرب تأثير العوامل الاجتماعية على سير الحرب، ولا سيما الأيديولوجيا والعلوم والتكنولوجيا.
وعلى النقيض من النظرية العسكرية العامة، فإن نظرية الحرب البرية أو الجوية أو البحرية تكون أضيق نطاقا. وينبغي أن ينصب التركيز فيها -غالباً- على القتال عبر كامل نطاق النزاع المحتمل على الأرض أو بالبحر أو في الجو، ولكن مع مراعاة طبيعة الحرب التقليدية عالية الكثافة.

## السمات
يجب أن تفي النظرية العسكرية السليمة بعدة مقتضيات: 
فأولا وقبل كل شيء، ينبغي أن تكون عامة بطبيعتها لتستوعب جميع جوانب النزاع. 
وينبغي أن تكون مرنة بحيث تمنح مساحة كافية لمزيد من التطوير. 
كما يجب أن تبحث عن أسئلة في سير الحرب، ولكنها تتجنب إعطاء إجابات لهذه الأسئلة. 
و لا يجب أن نتوقع أن يكون للنظرية العسكرية نفس الدقة العالية أو الثبات كنظرية في علوم الفيزياء على سبيل المثال، لأن وسائل القياس -في حالة النظرية العسكرية- غير مؤكدة إلى حد كبير. 
وإلى جانب هذه السمات يجب أن تتمتع الخطة العسكرية بمزيد من الخصائص ومنها: أن تكون شاملة، ومرتكزة على ثوابت من القيم المطلقة وليس على الأحداث العابرة في الحرب، كما ينبغى أن تكون مكتوبة بلغة عسكرية واضحة ومفهومة للجميع.

## النظرية مقابل الواقع
إذا ما اعتمدت النظرية على أساس الخبرات التاريخية، ففي هذه الحالة ستتكون من التفسيرات والأحداث والمسببات والآثار، والتي سيتم تقديمها بعد ذلك في شكل عام ومجمل.
و النظرية الجيدة تمثل مجموعة موثوقة من المعتقدات مستمرة ومبررة بالفهم للطبيعة الحقيقية للحرب - النظرية الجيدة هي نتيجة الصرامة العلمية والتفكير المنضبط..	
ومع ذلك، فإن صحة النظرية العسكرية يمكن اختبارها بشكل واقعي خلال الحرب، وكل ما عدا ذلك هو بديل ضعيف وغير كاف مقارنة بالتجربة القتالية.
ومن ثم، فإن النظرية العسكرية يجب أن تعكس واقعية الحرب، وإلا فيجب تعديلها أو تغييرها جذريا لجعلها منسجمةً مع الواقع.
إن تاريخ سير الحرب بجميع جوانبه هو أساس أي نظرية عسكرية سليمة. وبدون أمثلة تاريخية ودروس مستفادة، من الصعب أن نرى كيف يمكن تطوير نظرية عسكرية سليمة.
أما الجانب الآخر الحاسم من النظرية العسكرية فهو رؤية الحرب في المستقبل، فينبغي أن تأخذ النظرية العسكرية السليمة بالاعتبار، كامل تأثير التكنولوجيات الحالية والمستقبلية.
والاختبار الوحيد لصحة النظرية العسكرية هو ممارسة الحرب. 
فالنظرية العسكرية يمكن أن تقترب من واقع الحرب ولكن لا يمكن أن تتطابق تماما معها. لذا يجب تعديل النظرية، أو تغييرها، أو حتى التخلص منها إذا كانت منفصلة بشكل خطير عن الواقع.